# Phytocoris mellarius
Phytocoris mellarius är en insektsart som beskrevs av Knight 1925. Phytocoris mellarius ingår i släktet Phytocoris och familjen ängsskinnbaggar. Inga underarter finns listade i Catalogue of Life.